# Christine Tucci
Christine Tucci (* 19. Januar 1967 in Katonah, New York) ist eine US-amerikanische Schauspielerin.

## Leben und Leistungen
Christine Tucci ist eine Schwester von Stanley Tucci. In den Jahren 1993 bis 1995 spielte sie die Rolle von Amanda Cory in der Fernsehserie Another World. Im Filmdrama Big Night (1996) trat sie neben Stanley Tucci, Minnie Driver, Isabella Rossellini und Ian Holm auf. Im Jahr 1997 war sie in den Fernsehserien Prince Street und C-16: Spezialeinheit FBI (neben Eric Roberts) zu sehen. In der Actionkomödie Mein Partner mit der kalten Schnauze 2 (1999) spielte sie die Rolle der Polizistin Welles, der Partnerin von Mike Dooley, den James Belushi spielte. In den Jahren 1998 bis 2000 trat sie als Dr. Rose Weber in einigen Folgen der Fernsehserie Chicago Hope – Endstation Hoffnung auf. In der Komödie Lügen haben kurze Beine (2002) spielte sie Carol Shepherd, die Mutter von Jason Shepherd, den Frankie Muniz spielte. Im Jahr 2002 trat sie außerdem als Dr. Terri Calamari in der Fernsehserie MDs auf.
Tucci ist mit dem Schauspieler Vincent Angell verheiratet und hat ein Kind.

## Filmografie (Auswahl)
- 1996: Big Night
- 1997: Das Lächeln der Kaltblütigkeit (Bad to the Bone)
- 1998: The Closer (2 Folgen)
- 1998: Chicago Hope – Endstation Hoffnung (Chicago Hope, 7 Folgen)
- 1999: Practice – Die Anwälte (The Practice, 1 Folge)
- 1999: Diagnose: Mord (Diagnosis Murder, Fernsehserie, Folge 7x09)
- 1999: Emergency Room – Die Notaufnahme (ER, 2 Folgen)
- 1999: Mein Partner mit der kalten Schnauze 2 (K-911)
- 2000: CSI: Den Tätern auf der Spur (CSI: Crime Scene Investigation, 1 Folge)
- 2000: Ally McBeal (1 Folge)
- 2002: Lügen haben kurze Beine (Big Fat Liar)
- 2003: Straight from the Heart
- 2004: Chestnut – Der Held vom Central Park (Chestnut: Hero of Central Park)
- 2005: Six Feet Under – Gestorben wird immer (Six Feet Under, 4 Folgen)
- 2005: Without a Trace – Spurlos verschwunden (Without a Trace, 1 Folge)
- 2007: Boston Legal (2 Folgen)